# Admirał José de Mazarredo
Admirał José de Mazarredo (hiszp. El almirante José de Mazarredo) – obraz olejny hiszpańskiego malarza Francisca Goi, znajdujący się w zbiorach Lowe Art Museum. Autorska kopia, która należała do rodziny portretowanego zaginęła w czasie hiszpańskiej wojny domowej.

## Okoliczności powstania
José de Mazarredo Salazar (1745–1812) wstąpił do Kompanii Guardiamarinas w 1759 roku. Służył na Filipinach, Karaibach i południowym Atlantyku oraz dowodził różnymi załogami w czasie starć z Anglią i Francją. Wyróżniał się znajomością astronawigacji, budowy okrętów i organizacji Marynarki Wojennej, a według ekspertów był najlepszym hiszpańskim żeglarzem swoich czasów. Napisał traktaty o taktyce i nawigacji oraz był autorem rozporządzeń Marynarki Wojennej z 1793 roku.
Został przedstawiony w półpostaci, siedzący przy stole z książkami nawiązującymi do jego prac o tematyce wojskowej. Opiera lewe ramię na blacie, a w ręce trzyma zegarek z łańcuszkiem. Na marynarce widoczny jest Krzyż św. Jakuba i oznaczenia stopnia generała porucznika marynarki wojennej, do którego awansował w 1789 roku. Jest to również prawdopodobna data powstania obrazu. Tło tworzy zielona zasłona, która odsłania pejzaż morski ze statkiem na linii horyzontu. Na obrazie z Lowe Art Museum widnieje inskrypcja Goya lo hizo.

## Proweniencja
Admirał podarował swój portret Manuelowi Godoyowi, został włączony do kolekcji hrabiny de Chinchón w pałacu w Boadilla del Monte. Następnie należał do różnych kolekcji: Mariana Hernando w Madrycie, Luisa de Navas w Madrycie, M. Knoedler & Co. w Londynie, John Levy Galleries w Nowym Jorku i Oscara B. Cintas w Nowym Jorku i Hawanie, a po jego śmierci w 1957 został włączony do zbiorów Cintas Foundation w Miami. Fundacja zdeponowała obraz najpierw w Cummer Museum of Art and Gardens w Jacksonville, a następnie w Lowe Art Museum w Miami, gdzie obecnie się znajduje.
Kopia, która należała do rodziny portretowanego, została przekazana przez Antonia de Mazarredo y Allendesalazar jego synowi, Antoniowi de Mazarredo y Vivanco, który prawdopodobnie próbował ją sprzedać. Obraz zaginął w czasie hiszpańskiej wojny domowej (1936–1939).